# 片浦弘道

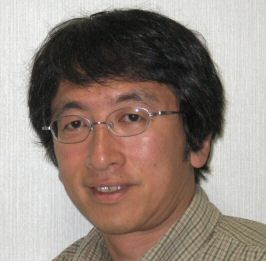
片浦 弘道

片浦 弘道（かたうら ひろみち、1959年 - ）は、日本の物理学者。カーボンナノチューブの物性研究が専門。

## 略歴
- 栃木県小山市出身
- 栃木県立栃木高等学校普通科卒業
- 筑波大学大学院工学研究科 工学博士「高圧力下におけるカルコゲナイド系非晶質半導体の光学的性質」
- 東京都立大学理学部物理学科 助手
- 産業技術総合研究所ナノテクノロジー研究部門
- 産業技術総合研究所ナノシステム研究部門
- 首都大学東京客員教授

## 研究テーマ
単層カーボンナノチューブの試料を作成し、基礎的な物性解明を進めている。また、主要な光学応答遷移のエネルギーが、カーボンナノチューブの直径に依存することを明示。専門用語片浦プロットは斉藤理一郎が命名した。

## 受賞
- 第14回日本物理学会論文賞

この論文は、カーボンナノチューブ内における、「氷のナノチューブ」を実験的に検証し、構造解析した、最初の論文であった。受賞理由で、「本論文がきっかけとなって、氷ナノチューブは独自の分野に発展した」と評価された。